# Aria Clemente
Aria Danielle H. Clemente (29 de agosto de 1995) es una cantante filipina que fue la segunda ganadora tras el concurso y campeonato de canto de los Premios "Mundo de las Artes (WCOPA)", también conocida como las "Olimpiadas de Hollywood". Ella ganó dicho premio en 2007, que fue organizado en Hollywood en Los Ángeles, California, Estados Unidos.
Clemente se unió a Little Big Star en 2007 y fue una de las finalistas de este evento. Ella tenía doce años cuando le extendieron el título de ganadora en los premios WCOPA. Allí, junto a otros praticipantes demostró su talento en el baile, canto, modelaje, actuación y ente otros.

## Filmografía
- Mara Clara (2010-2011).... Christina Jin Jin Tianghan